# 9235 Сіманамікайдо
9235 Сіманамікайдо (9235 Shimanamikaido) — астероїд головного поясу, відкритий 9 лютого 1997 року.
Тіссеранів параметр щодо Юпітера — 3,479.
Названо на честь Сіманамікайдо (яп. しまなみかいどう(島波海道) сіманамікайдо:).